# Murtuss
Murtuss (Tortula muralis) är en bladmossart som beskrevs av Hedwig 1801. Murtuss ingår i släktet tussmossor, och familjen Pottiaceae. Arten är reproducerande i Sverige. Inga underarter finns listade i Catalogue of Life.

## Bildgalleri

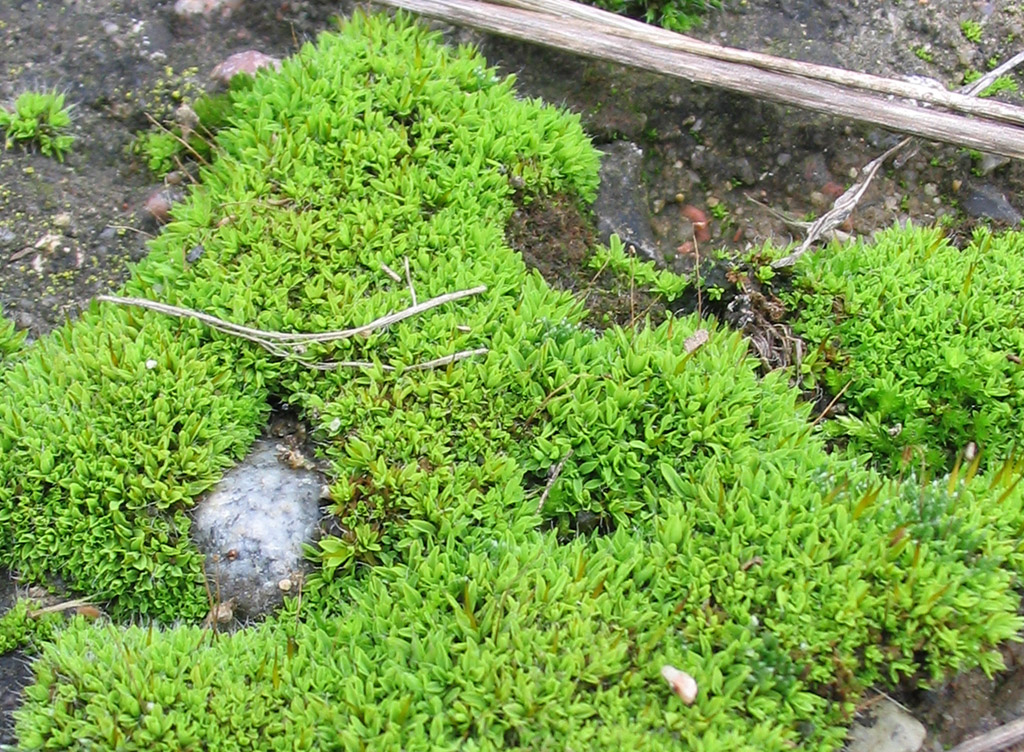
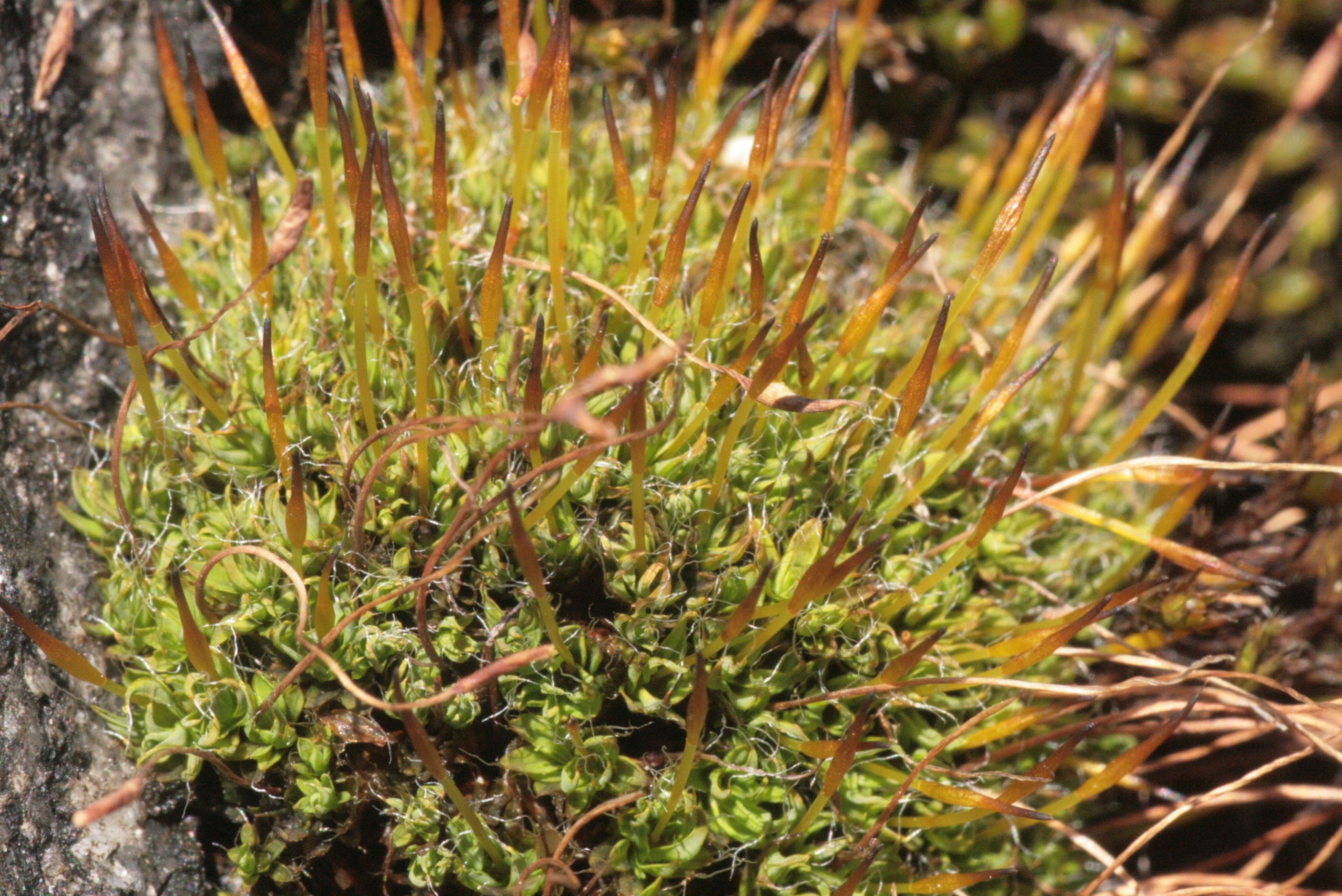
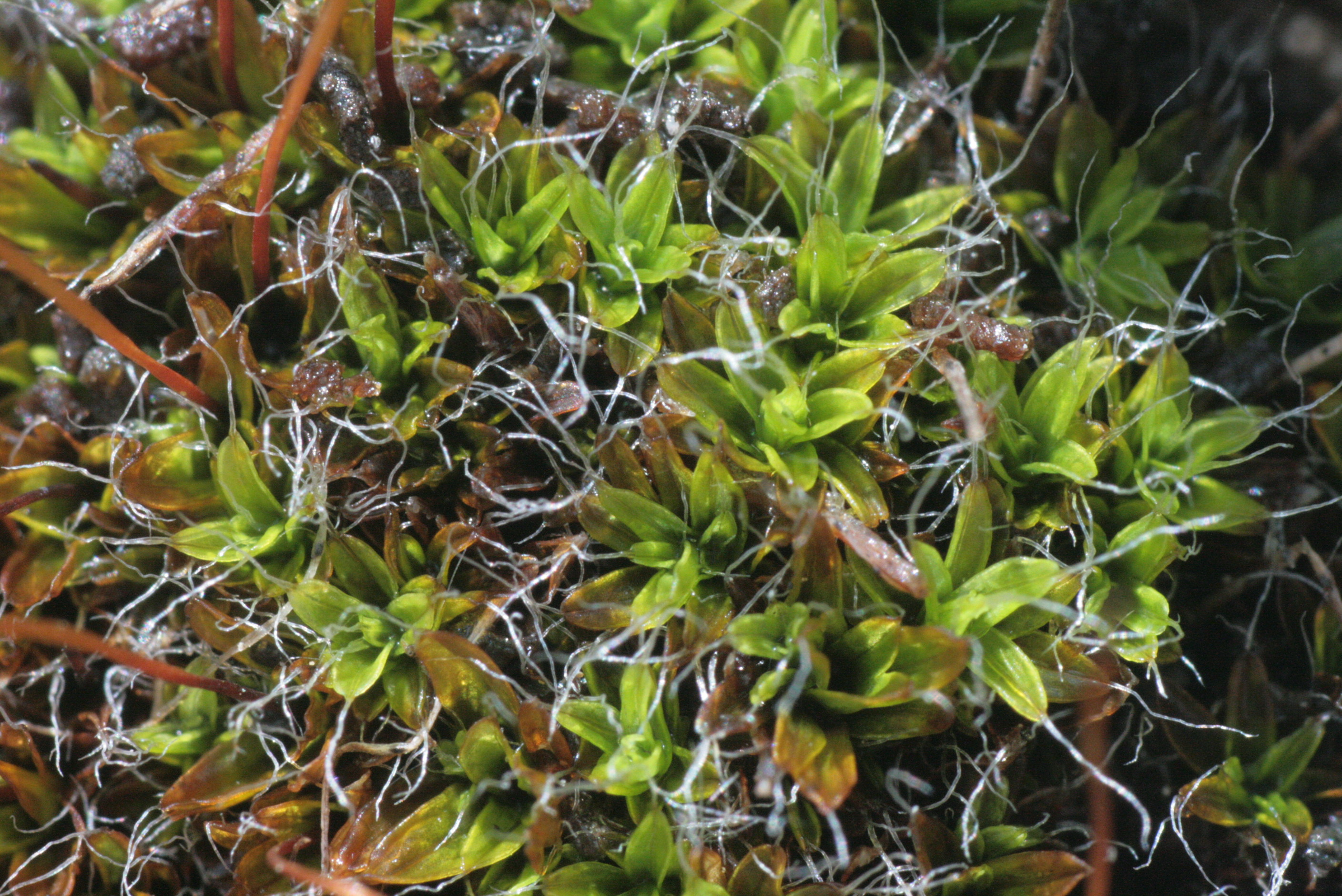
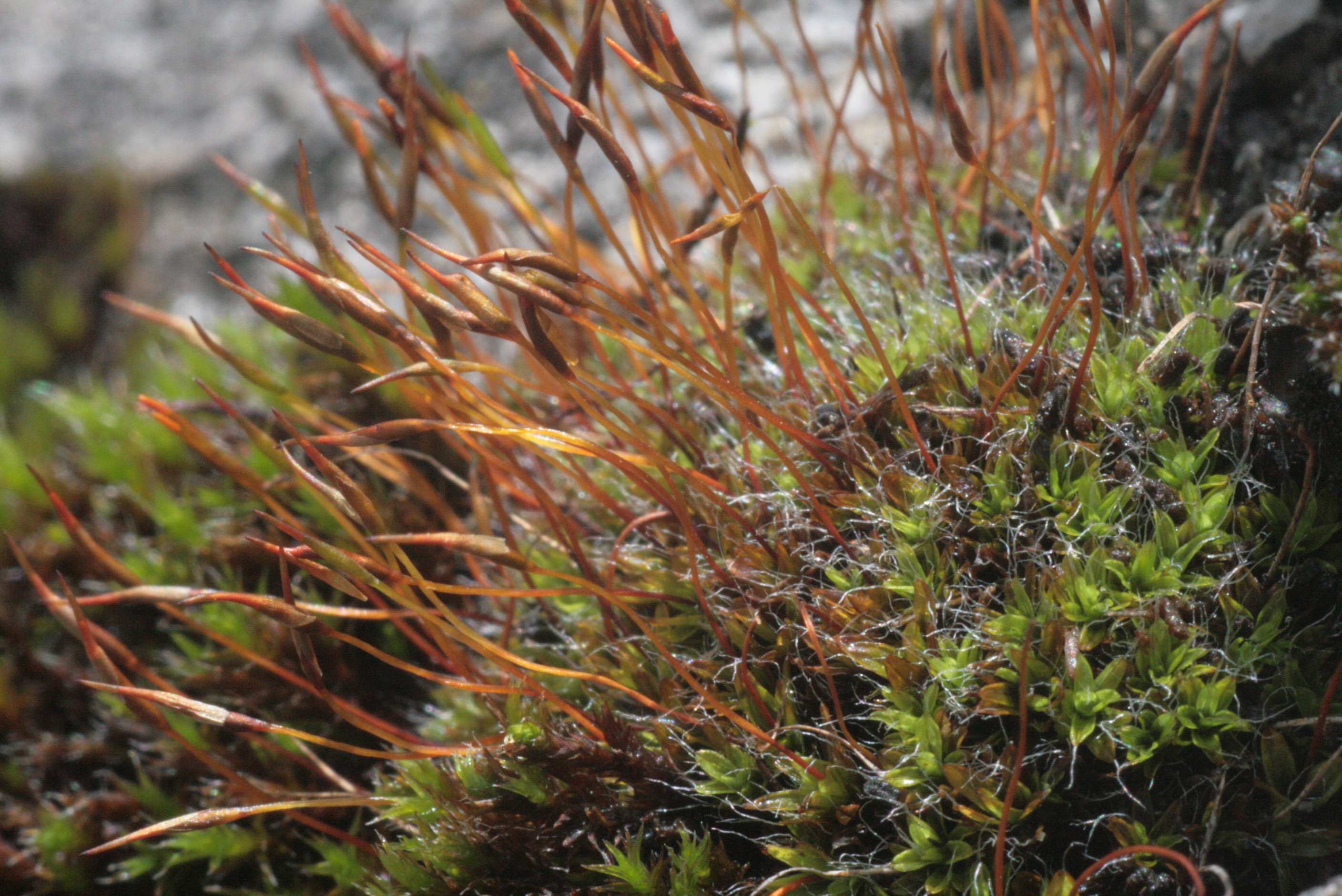
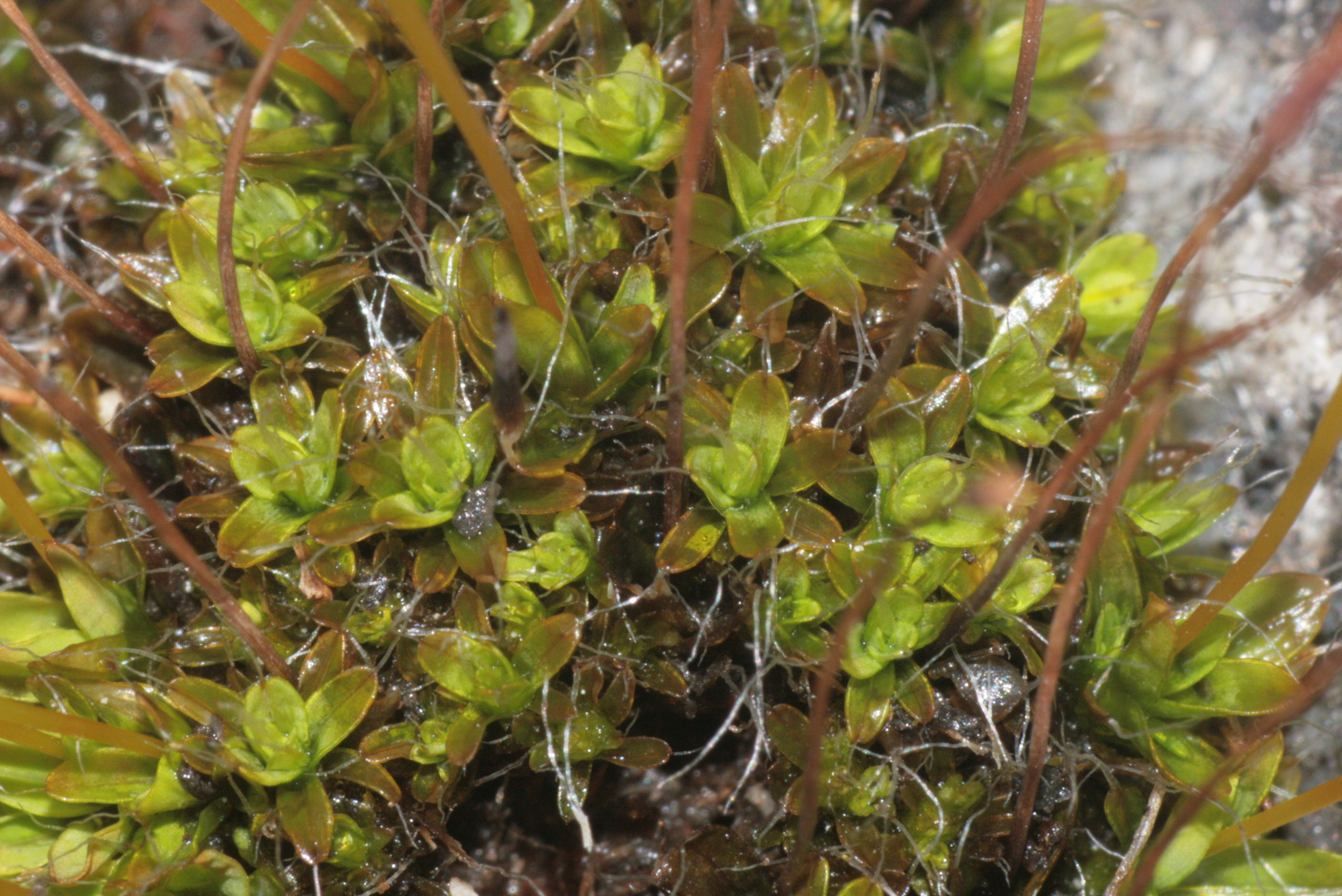
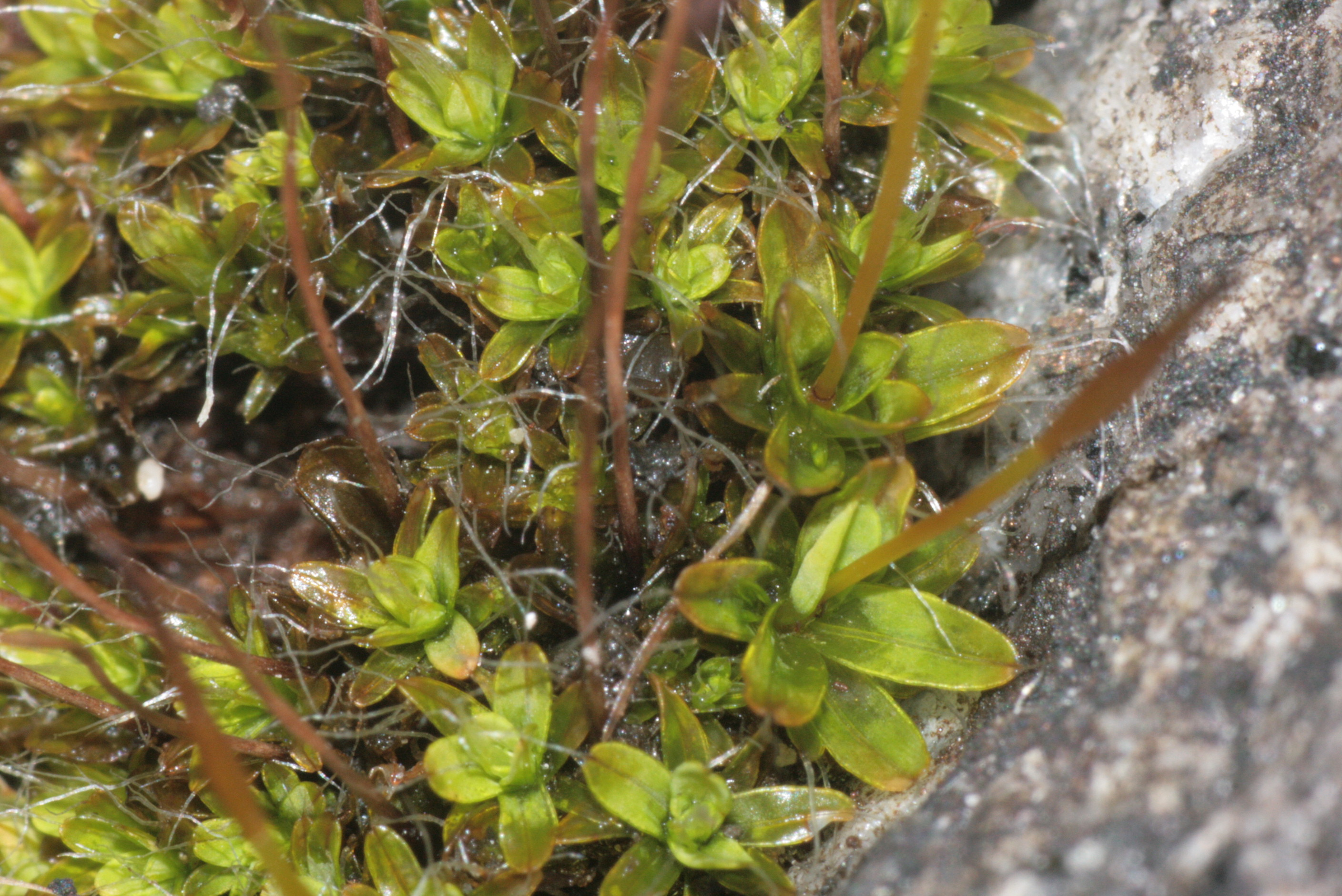